# Kudchi
Kudchi (o Kudachi) è una suddivisione dell'India, classificata come town panchayat, di 19.852 abitanti, situata nel distretto di Belgaum, nello stato federato del Karnataka. In base al numero di abitanti la città rientra nella classe IV (da 10.000 a 19.999 persone).

## Geografia fisica
La città è situata a 16° 37' 60 N e 74° 50' 60 E e ha un'altitudine di 536 m s.l.m..

## Società

### Evoluzione demografica
Al censimento del 2001 la popolazione di Kudchi assommava a 19.852 persone, delle quali 10.319 maschi e 9.533 femmine. I bambini di età inferiore o uguale ai sei anni assommavano a 3.079, dei quali 1.607 maschi e 1.472 femmine. Infine, coloro che erano in grado di saper almeno leggere e scrivere erano 10.560, dei quali 6.142 maschi e 4.418 femmine.